# ایتاگیمیریم
ایتاگیمیریم (به پرتغالی: Itagimirim) یک منطقهٔ مسکونی در برزیل است که در باهیا واقع شده‌است. ایتاگیمیریم ۶٬۸۲۵ نفر جمعیت دارد.